# Beerangaddi, Gokak
Beerangaddi là một làng thuộc tehsil Gokak, huyện Belgaum, bang Karnataka, Ấn Độ.